# Stenodactylus leptocosymbotes
Espèce
Stenodactylus leptocosymbotes est une espèce de geckos de la famille des Gekkonidae.

## Répartition
Cette espèce se rencontre au Yémen, à Oman et dans l'est des Émirats arabes unis.

## Habitat
Il se rencontre en population souvent dense dans les zones sablonneuses et arides. Il creuse des terriers dans le sable pour se cacher la journée.
Durant la saison chaude les températures vont de 25 à 30 °C, avec des maxima à près de 35 °C. L'animal se protège de ces températures élevées en restant dans son terrier durant le jour. La chute des températures est assez marquée la nuit, celles-ci pouvant descendre à 15 ou 20 °C.
Durant l'hiver, les températures chutent d'une quinzaine de degrés en moyenne. Durant cette période l'animal a une activité restreinte (car la température a une influence sur son métabolisme en général, et sur la digestion en particulier).

## Description
Stenodactylus leptocosymbotes mesure jusqu'à 80 mm, queue non comprise. C'est un insectivore nocturne terrestre. Il est assez fin, avec une tête relativement grosse par rapport au corps, de grands yeux et une queue très fine. Les pattes sont fines et longues. Il est de couleur brun-beige, avec de petits motifs plus sombres.
Mâles et femelles ont le même aspect et la même taille. Les mâles adultes se distinguent par contre par la présence de deux renflements à la base de la queue, logement des hémipénis.
Les mâles sont capables de vocaliser, en particulier durant la période de reproduction.

## Éthologie
Ce gecko se cache toute la journée dans son terrier. Il sort la nuit, et est principalement actif en début de soirée. Il possède en général plusieurs terriers, qu'il utilise à tour de rôle.
Les mâles sont territoriaux et se battent entre eux lorsqu'ils sont en présence, d'autant plus en période de reproduction.

## Reproduction
La reproduction démarre à la sortie de l'hiver, durant tout le printemps.
Les femelles pondent deux œufs à la fois, en général semi-enterrés dans du sable humide (mais pas détrempé) et à l'abri du plein soleil.
Les œufs incubent environ deux mois à une température de 24 à 28 °C.
À la naissance les petits font environ 3 cm.

## En captivité
On rencontre cette espèce en terrariophilie.

## Publication originale
- Leviton & Anderson, 1967 : Survey of the reptiles of the Sheikdom of Abu Dhabi, Arabian Peninsula. Part II. Systematic account of the collection of reptiles made in the Sheikdom of Abu Dhabi by John Gasperetti. Proceedings of the California Academy of Sciences, sér. 4, vol. 35, p. 157-192 (texte intégral).